# ريو مانسو
ريو مانسو بلدية في ولاية ميناس جيرايس في المنطقة الجنوبية الشرقية من البرازيل.